# Memorial da Medicina de Pernambuco
O Memorial da Medicina de Pernambuco é uma instituição da Universidade Federal de Pernambuco.
Está instalado no bairro do Derby, no antigo prédio da Faculdade de Medicina do Recife, onde administra suas instalações e coordena a utilização de seu uso.

## Histórico do prédio
No Século XIX o local abrigava o hotel de Delmiro Gouveia.
Em 21 de abril de 1927 foi inaugurada, em nova construção especialmente feita para tal fim, a Faculdade de Medicina do Recife. Seu diretor, Octávio de Freitas, foi o idealizador e batalhou para sua construção e transferência da Faculdade, anteriormente funcionando na Rua Barão de São Borja.
Com a criação da Universidade do Recife, a Faculdade de Medicina e seu prédio passaram a fazer parte dessa universidade.
Com a transferência da Faculdade de Medicina para o novo campus da Universidade Federal de Pernambuco, sucessora da Universidade do Recife, o prédio foi utilizado pelo Colégio Militar do Recife.
Após a transferência do Colégio Militar para novas instalações no Engenho do Meio, o imóvel ficou fechado, sem manutenção.
Em 21 de novembro de 1995 o prédio, após restauração, foi reinaugurado, assumindo o Memorial da Medicina de Pernambuco a sua administração.
O prédio do Memorial da Medicina de Pernambuco é tombado pela Fundação do Patrimônio Histórico e Artístico de Pernambuco Fundarpe.

## Descaso e desabamento
Em 26 de abril de 2024, parte do beiral traseiro, que protegia o Museu da Medicina de Pernambuco, caiu, danificando as estruturas adjacentes. A Defesa Civil de Pernambuco foi acionada, interditando a área danificada. Ato seguinte, a Universidade Federal de Pernambuco interditou todo o prédio, e as entidades ali situadas tiveram que fechar as portas e sair.
Movimentos das entidades e da população conseguiram que o governo federal alocasse verba para sua recuperação. No entanto, um ano depois, o monumento continua interditado, e as obras não avançaram.
Após um ano do desabamento, e permanecendo a situação, sem as obras necessária, as entidades interessadas aumentaram a mobilização a respeito da restauração, e em 26 de abril de 2025, as entidades que ali mantinham domicílio, juntamente com outras entidades congêneres de Pernambuco, fizeram um ato simbólico de abraçar o prédio, para tentar sensibilizar a UFPE, na resolução de recuperação do prédio, que é Patrimônio Cultural de Pernambuco.

## Entidades instaladas
O prédio do Memorial da Medicina de Pernambuco abriga, além do Memorial:
- a Academia Pernambucana de Medicina;[12]
- a regional pernambucana da Sociedade Brasileira de Médicos Escritores - SOBRAMES;
- a Academia de Artes e Letras de Pernambuco;
- o Instituto de Pesquisa e Estudos da Terceira Idade - IPETI;
- o Museu da Medicina de Pernambuco[13][5];
- o Instituto Pernambucano de História da Medicina.